# Hannah Arendt
Hannah Arendt (uttal: /ˈɛərənt, ˈɑːr-/, i USA även /əˈrɛnt/, tyska: [ˌhana ˈaːʁənt]
 ( lyssna)), född 14 oktober 1906 i Linden i Hannover, död 4 december 1975 i New York, var en tysk-amerikansk politisk teoretiker med judiskt ursprung. Hon flydde till Paris 1933 efter nazisternas maktövertagande i Tyskland och till USA 1941.

## Biografi
Hannah Arendt föddes i en sekulariserad tysk-judisk familj med rötter i Ryssland och växte upp och gick i skola i Königsberg (nuvarande Kaliningrad). År 1924 började hon vid Marburgs universitet där hon studerade för filosofen Martin Heidegger. Heideggers filosofi hade stort inflytande över Arendts tänkande. Heidegger och Arendt hade även under en tid en kärleksrelation. Hon fortsatte sina studier vid universitetet i Freiburg under filosofen Edmund Husserl, och senare i Heidelberg där hon lärde känna Karl Jaspers. Arendt doktorerade i Heidelberg 1929 med avhandlingen Der Liebesbegriff bei Augustin (Augustinus kärleksbegrepp).
I juli 1933 greps Hannah Arendt av Gestapo och satt häktad en kort tid. Hon flydde därefter via Karlsbad och Genève till Paris. I Paris arbetade hon under sex år för judiska flyktingorganisationer. Hon skilde sig från sin förste make Günther Stern 1936 och flyttade samman med den marxistiske filosofen Heinrich Blücher, med vilken hon gifte sig 1940. Efter Tysklands invasion av Frankrike 1940 internerades hon i lägret Gurs men lyckades fly efter några veckor. Hon återförenades med sin man och de lämnade Frankrike tillsammans med Hannahs mor och kom till New York 1941.
I New York blev Hannah Arendt en del av en inflytelserik krets av författare och kritiker. Efter krigsslutet 1945 undervisade hon vid en rad universitet, bland annat Princeton, Berkeley och Chicago. Fram till sin död var hon knuten till New School for Social Research. År 1951 gav hon ut boken The Origins of Totalitarianism, 1958 The Human Condition och 1963 Eichmann in Jerusalem och On Revolution. Under 1960- och 70-talen publicerade hon en rad essäer som senare sammanställdes i bokform. Vid sin död 1975 hade hon skrivit de två första delarna av sitt sista stora filosofiska verk The Life of the Mind: del 1 – Thinking och del 2 – Willing. Del 3 – Judging förblev ofullbordad. 
Hannah Arendt valdes in som medlem av American Academy of Arts and Sciences 1962 och av American Academy of Arts and Letters 1964.

## Arendts teorier och skrifter
Arendts filosofi har en existentialistisk karaktär. Mer specifikt är den en politisk existentialism med ett kritiskt fokus på totalitarismen, som den manifesterades i nazismen och stalinismen. I The Origins of Totalitarianism för Arendt fram tesen att totalitarism förutsätter en byråkrati, i vilken det personliga ansvaret för individers handlingar kan förpassas till glömska. Arendts lösning mot detta blir ett slags direktdemokrati.
Arendt författade även Den banala ondskan (Eichmann in Jerusalem) om en av Förintelsens arkitekter, SS-officeren Adolf Eichmann. Boken blev kontroversiell, eftersom den hävdar att Eichmann varken var en särskilt övertygad nazist eller en psykiskt sjuk mördare utan snarare en byråkrat som handlade plikttroget mot sina överordnade, då han lät deportera människor till Nazitysklands förintelseläger. Arendt riktar även stark kritik mot den nybildade staten Israels agerande under rättegången mot Eichmann 1961.

### Människans villkor
I boken Människans villkor analyserar Arendt människans situation i efterkrigstidens Europa. Vad vi gör i egenskap av handlande människor är det centrala temat i boken, mer specificerat det Arendt kallar vita activa, det aktiva livet. 
Via en hermeneutisk analys av vår historia, där antikens Grekland spelar en framträdande roll, vill Arendt visa hur människans villkor har utvecklats fram till det postmoderna samhället. Tre ”agenttyper” står i centrum, som grovmaskiga idealtyper, varigenom hon spårar det hon kallar "världsalienationen":
I.  Människan som homo faber, den redskapstillverkande människan, människan som skapare av konkreta ting.
II.  Människan som animal laborans, den fysiskt arbetande människan. 
III.  Människan som politisk varelse (ζῷον πολιτικόν) eller människan som talande och samtalande varelse.
Arendt menar att dessa tre agenttyper korresponderar med kategorierna handens arbete (work), kroppens arbete (labor) och den politiska människans handling (action).
De tre centrala kapitlen i boken går systematiskt igenom var och en av dessa agenttyper. De utgör en analys av de grundläggande mänskliga förmågor som växte fram ur människans villkor och som är bestående så länge människans villkor är bestående. ”Villkoren” hon talar om utgörs av liv, födelse, dödlighet, mångfald (plurality) och ”världslighet”. Varje handlingstyp har sin specifika plats och rationalitet. Stor sak gör Arendt av distinktionen privat/offentligt. Arbete tillhör den privata sfären, medan den offentliga sfären har tillhört action. Arendt menar att det moderna samhället har suddat ut gränserna för privat/offentligt och ersatt dessa med det ”sociala”.
Uttrycket ”värld” finns i en speciell betydelse redan hos Heidegger och betecknar i den fenomenologiska traditionen (från grekiskans phainomena, ”det som visar sig för oss när vi riktar oss mot det”), människans skapade värld. ”Värld” är för Arendt något väldigt konkret som homo faber är upphov till, så att vi kan känna oss ”hemma” i världen. Via en kritik av Descartes spårar Arendt världsalienationen i och med att Descartes genom introspektion förlägger sanningen inom oss och förklarar människan som ett ”tänkande ting”. 
Homo faber och work har långsamt befriat animal laborans från det fysiska arbetets möda, och långsamt har arbetaren erövrat makten över den politiska sfären. Under antiken hade fria män slavar inte i första hand av ekonomiska skäl utan för att slippa ofriheten i ”nödvändighetens sfär”. Slaven sågs som ett djur på grund av sitt görande, men en frigiven slav blev en människa så fort han slapp detta fysiska görande. Arendt menar att den moderna arbetaren har vunnit frihet och homo faber har lättat hans börda, men han vet inte vad han ska göra med all denna frihet. Belöningen för arbetet har alltid varit god sömn och en daglig njutning på grund av sömnens ”pånyttfödelse”. Arbetet, labor, korresponderar med ett cykliskt görande som inte ”lämnar något efter sig”. Det är kopplat till det biologiska livet. 
Resultatet av dess inneboende logik har blivit masskonsumtion och hedonism. Arendts något dystopiska analys leder henne fram till det hon normativt vurmar för: en förnyelse av den politiska och offentliga sfären, där alla människor deltar aktivt och med hjälp av talet skapar minnen och berättelser. Frihet handlar om action för Arendt; att handla (i betydelsen action) och att vara fri sammanfaller.

### Arendt och "det politiska"
Samtida Arendtkännare har ämnat förstå vad "det politiska" verkligen innebär. Här är en ahistorisk definition alltså central.
Shamal Kaveh menar att “det ökande intresset för Arendt delvis är en följd av det nyliberala ekonomiska tänkandet där politiken underordnas ekonomin”. Arendt hävdade i likhet med Schmitt, att “det politiska” måste tänkas som en autonom sfär, skild från "det ekonomiska" och det sociala.
Fleischer menar snarare att det samtida intresset för politisk ontologi tycks vara ett symptom på politikens kris, vilken han anser är reell och historiskt specifik.

## Utgivet på svenska
- 1964 – Den banala ondskan: Eichmann i Jerusalem (Eichmann in Jerusalem: A Report on the Banality of Evil), översättning Barbro och Ingemar Lundberg (Aldus/Bonniers) Nyutgåva - Daidalos 1996
- 1970 – Om våld (On Violence), översättning Sven Hallén (Aldus/Bonniers)
- 1988 – Människans villkor: vita activa (The Human Condition), översättning Joachim Retzlaff (Röda bokförlaget)
- 2004 – Mellan det förflutna och framtiden: åtta övningar i politiskt tänkande (Between Past and Future), översättning Annika Ruth Persson (Daidalos)
- 2016 – Totalitarismens ursprung (The Origins of Totalitarianism), översättning Jim Jakobsson (Daidalos)
- 2021 – Om revolution (On Revulution), översättning Henrik Gundenäs (Daidalos)